# Notion Press
Notion Press是一家印度個人出版公司，总部位于印度金奈。它成立于2012年，由 Naveen Valasakumar 和他的同学 Janarthanan 和 Bhargava Adepally 共同创立， 并在2016年声称已为2000名自行出版的作者提供服务。 